# Wysoka (Gdynia)

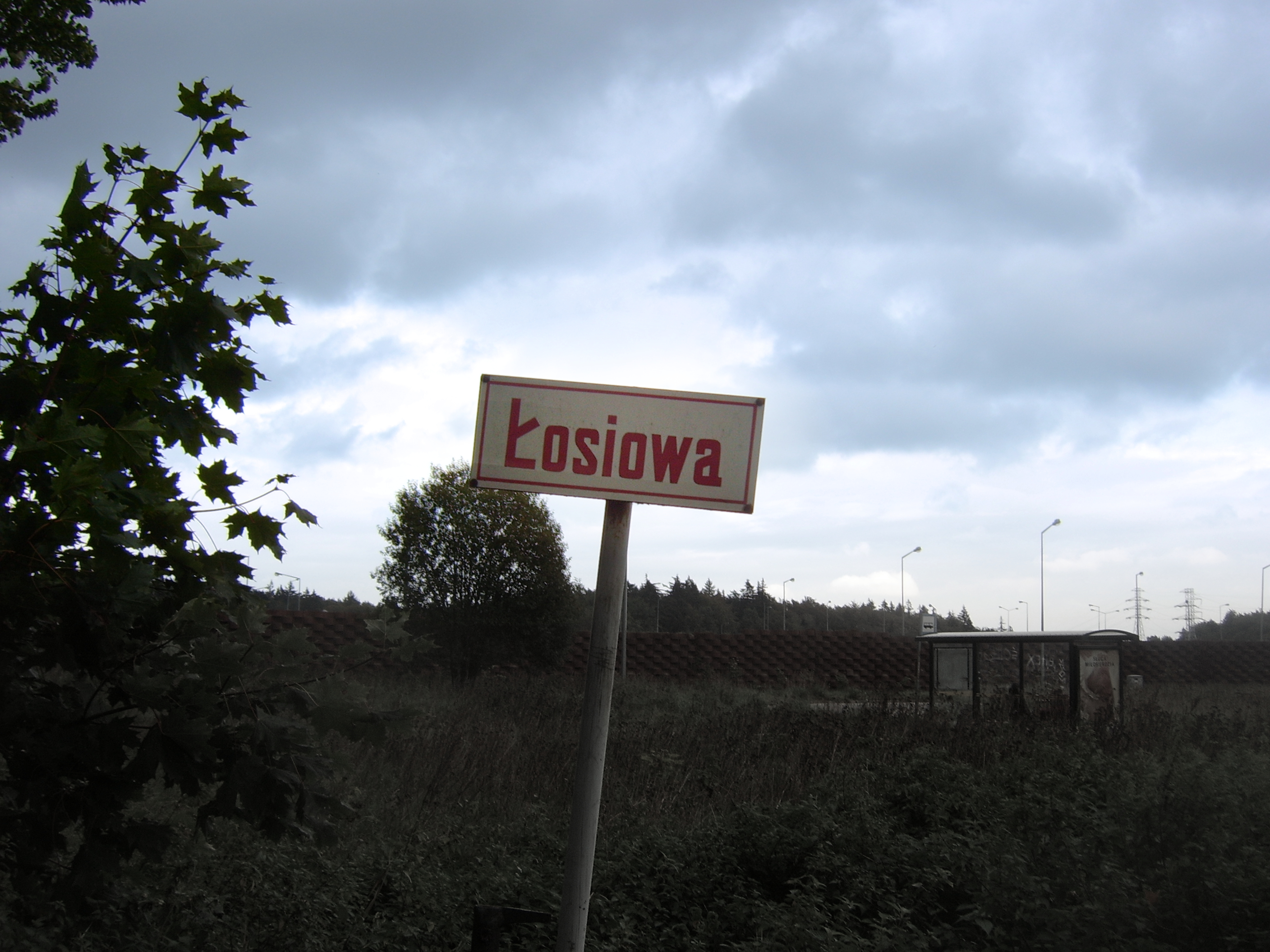
Ulica Łosiowa

Wysoka (kaszb. Wësokô, niem. Wittstock) – najdalej wysunięta na południe, zamieszkana część Gdyni (Wielki Kack). Większą część Wysokiej zajmuje noszący jej nazwę węzeł Obwodnicy Trójmiasta z drogą wojewódzką nr 218. W jednym z wariantów GDDKiA planowała połączenie w tym węźle projektowanej Trasy Kaszubskiej (prowadzącej z Bożepola) z Obwodnicą Trójmiasta, finalnie trasa zaczyna się na węźle Gdynia Wielki Kack.  
Nazwa pochodzi od wsi leżącej na tym terenie przed rokiem 1970. Wysoka otoczona jest niemal w całości obszarem gdańskiej dzielnicy Osowa.

## Historia
- 1245 – papież Innocenty IV zatwierdza posiadłości klasztorne cystersów; wśród 35 miejscowości wymienionych w dokumentach znalazła się wieś Wissoka
- 1268 – według niektórych źródeł dopiero wówczas Wissoka przechodzi w ręce cystersów w wyniku wymiany ziem z zakonem krzyżackim
- do 1772 – Wissoka (zwana w późniejszym czasie kolejno Wyszoka, Wysoka, Widtstock, Wittstock) wraz z częścią Jeziora Wysockiego znajduje się w posiadaniu oliwskich cystersów
- 1783 – upaństwowienie i parcelacja ziemi klasztornej; Dawid Lietzau dzierżawcą Wysokiej, która wówczas liczy 80 mieszkańców;
- 1830 – właścicielem Wysokiej jest rajca gdański Fryderyk Wilhelm von Frantzius
- 1861 – Wysoka odziedziczona przez Karola Eilharda
- 1867 – Wysoka liczy już 10 budynków mieszkalnych i 136 mieszkańców
- po 1918 – wyznaczono obszar Wolnego Miasta Gdańsk, Wysoka znalazła się poza nim, pozostając na terenie Polski, tuż za linią graniczną
- 1921 – powstaje linia kolejowa Gdynia – Kokoszki, a wraz z nią przystanek w Wysokiej